# Mäntylehto
Mäntylehto är en kulle i Finland.   Den ligger i den ekonomiska regionen  Fjäll-Lappland  och landskapet Lappland, i den norra delen av landet, 800 km norr om huvudstaden Helsingfors. Toppen på Mäntylehto är 263 meter över havet.
Terrängen runt Mäntylehto är huvudsakligen platt.  Trakten runt Mäntylehto är nära nog obefolkad, med mindre än två invånare per kvadratkilometer.